# نوآه کراوفورد
نوآه کراوفورد (انگلیسی: Noah Crawford؛ زادهٔ ۱۳ اکتبر ۱۹۹۴) یک هنرپیشه، و خواننده اهل ایالات متحده آمریکا است. وی از سال ۲۰۰۵ میلادی تاکنون مشغول فعالیت بوده‌است.